# Gnesioluteranos
Como luteranos-auténticos o gnesioluteranos (del griego γνήσιος [gnesios]: auténtico), se conoce a un grupo de teólogos en el siglo XVI de la Iglesia luterana, en oposición a los Filipistas, los seguidores de Philipp Melanchthon. Después de la muerte de Lutero, surgieron muchas controversias teológicas entre los luteranos, principalmente contra las enseñanzas de Melanchthon. El representante más conocido de los gnesioluteranos fue Matias Flacio. 

## Introducción
Después de los enfrentamientos bélicos en la guerra de Esmalcalda 1546/47, entre los príncipes protestantes y Carlos V,  y tras la muerte de Lutero en 1546, se estableció el acuerdo de paz de Augsburgo en 1555, y la necesidad de realizar una lista de los principios teológicos protestantes. En este punto, se enfrentaron dos grupos protestantes: los seguidores de Melanchthon (Filipistas) y los luteranos-auténticos (Gnesiolutheraner). En consecuencia, se rompió la teología protestante con seis puntos de Controversia: 
- la Adiaphoristische,
- la Majoristische,
- la Antinomistische,
- la Sinergia,
- la Osiandrischen
- Abendmahlsstreit.

## Representantes
Representantes de la Gnesiolutheraner eran, ante todo, Matthias Flacius, Nikolaus von Amsdorf, Nicolás Gallus, Johann Wigand, Mateo Judex, Kaspar Aquila, Joachim Mörlin, Timoteo Kirchner, Joachim Westphal, Georg List y Tilemann Hesshus. 
Frente a estos teólogos ortodoxos, estaban los llamados Philippisten, es decir,  los seguidores de Philipp Melanchthon, que especialmente después de la muerte de Martín Lutero, marcó la línea de la coyuntura eclesial de la Reforma en Alemania. Sólo con el acuerdo sobre la fórmula de la concordia, se produjo en 1577, el final de las disputas.
Los auténticos-luteranos eran más bien un grupo suelto de teólogos, cada uno con sus propias ideas, sin una política común. El término resume así a un grupo de teólogos contra los Philippistas, pero con diferentes puntos de vista que marcaron el esqueleto de la ortodoxia luterana.